# Гранджент, Чарльз Холл
Чарльз Холл Гранджент (англ. Charles Hall Grandgent; 14 ноября 1862, Дорчестер, Массачусетс — 11 сентября 1939, Кембридж, Массачусетс) — американский романист, специалист по вульгарной латыни.

## Биография
Гранджент учился в Гарвардском университете, окончив его в 1883 году. Изначально преподавал в средней школе. С 1896 по 1932 год он был профессором романистики в alma mater.
С 1902 по 1911 год был секретарём Modern Language Association, в 1912 году стал председателем этой организации. В 1913 году его избирают членом Американской академии наук и искусств. Гранджент лекции читал по лингвистике и фонетике романских языков и по Данте. Кроме того, он оставил грамматики французского и итальянского языков и труд по староокситанскому языку. Также Гранджент также является автором ряда работ в области исторического языкознания: он написал работу «Введение в вульгарную латынь» (1907), которая была переведена на испанский язык Франческом Молль-и-Касасновасом в 1928 году. В 1923 году он стал почётным председателем Американской ассоциации учителей итальянского языка.
Американское общество Данте ежегодно вручает премию имени Гранджента.

## Труды
- Italian grammar, Boston 1887, 1889, 1891, 1892,1903, 1904; (with Ernest Hatch Wilkins) 1915, 1944
- Vowel measurements, Baltimore 1890 (Publications of the Modern Language Association of America. Supplement to vol. V. no. 2, 1890, p. 148—174)
- (Richard Hochdörfer) German and English sounds, Boston 1892
- A Short French Grammar, Boston 1894, 1905
- English in America, in: Die Neueren Sprachen, 1895, p. 443—467, 520—533
- The essentials of French grammar, Boston 1900, 1903, 1904, 1906, 1908
- Italian composition, Boston 1904
- An outline of the phonology and morphology of old provençal, Boston 1905
- An introduction to vulgar Latin, Boston 1907, New York 1962, Honolulu 2002 (Italian: Milan 1914, 1976, Spanish: Madrid 1928, 1952, 1963)
- (reprint) Dante, La Divina Commedia, Boston 1911, 1933
- (Raymond Weeks[англ.] и James W. Bright[англ.]) The N.E.A. phonetic alphabet with a review of the Whipple experiments, Lancaster, Pa. 1912
- Dante, New York 1916, 1921 (Folcroft 1973), 1966; London 1920
- The Ladies of Dante’s lyrics, Cambridge, Massachusetts 1917
- The Power of Dante (Eight lectures), London/Cambridge, Massachusetts 1920
- Old and New. Sundry papers, Cambridge, Massachusetts 1920
- Discourses on Dante, Cambridge, Massachusetts 1924, New York 1970
- Getting a laugh, and other essays, Cambridge, Massachusetts 1924, 1952, Freeport, N.Y. 1971
- From Latin to Italian. An historical outline of the phonology and morphology of the Italian language, Cambridge, Massachusetts 1927, 1940
- Prunes and prism, with other odds and ends, Cambridge, Massachusetts 1928, Freeport, N.J. 1971
- The new world, Cambridge, Massachusetts 1929
- Imitation and other essays, Cambridge, Massachusetts 1933
- Companion to the Divine Comedy. Commentary, hrsg. von Charles S. Singleton, Cambridge, Massachusetts 1975
- (with Ernest Hatch Wilkins[нем.] and the staff of Research & Education Association) Italian, Piscataway, N.J. 2002